# Tretoserphus nudicauda
Tretoserphus nudicauda är en stekelart som beskrevs av Henry Keith Townes, Jr. 1981. Tretoserphus nudicauda ingår i släktet Tretoserphus, och familjen svartsteklar. Arten är reproducerande i Sverige.